# Ann Numhauser-Henning
Ann Numhauser-Henning, född 1951, är en svensk jurist, professor i civilrätt och tidigare prorektor vid Lunds universitet 2003-2008. Hon är gift med musikern Julio Numhauser.